# オーストラリアの都市の一覧

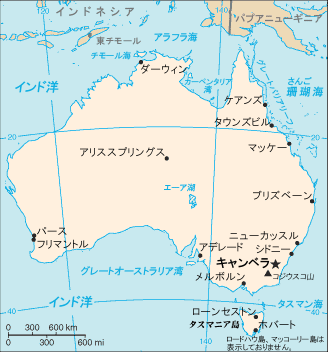
オーストラリアの地図

オーストラリアの都市の一覧（オーストラリアのとしのいちらん）。首都はキャンベラ。

## 人口上位10都市(2019年)
| 順位 | 都市                 | 英語           | 人口      | 州                         |
| ---- | -------------------- | -------------- | --------- | -------------------------- |
| 1.   | シドニー             | Sydney         | 5,312,163 | ニューサウスウェールズ州   |
| 2.   | メルボルン           | Melbourne      | 5,078,193 | ビクトリア州               |
| 3.   | ブリスベン           | Brisbane       | 2,514,184 | クイーンズランド州         |
| 4.   | パース               | Perth          | 2,085,973 | 西オーストラリア州         |
| 5.   | アデレード           | Adelaide       | 1,359,760 | 南オーストラリア州         |
| 6.   | ゴールドコースト     | Gold Coast     | 693,671   | クイーンズランド州         |
| 7.   | ニューカッスル       | Newcastle      | 491,474   | ニューサウスウェールズ州   |
| 8.   | キャンベラ           | Canberra       | 462,136   | オーストラリア首都特別地域 |
| 9.   | サンシャインコースト | Sunshine Coast | 341,069   | クイーンズランド州         |
| 10.  | ウロンゴン           | Wollongong     | 306,034   | ニューサウスウェールズ州   |

## 各州の都市

### オーストラリア首都特別地域
- キャンベラ：首都

### ニューサウスウェールズ州
- アーミデイル
- ウォガウォガ
- ウロンゴン
- オルベリー
- オレンジ
- カウラ
- カトゥーンバ
- キュー
- クイーンビアン
- グリフィス
- ゴウルバーン
- ゴスフォード
- コフスハーバー
- シドニー：州都
- タムワース
- ダボ
- ニューカッスル
- バイロンベイ
- バサースト
- パラマタ
- ブロークンヒル
- ポートマッコリー
- メイトランド
- ヤス
- ラグビー
- リズモー

### ノーザンテリトリー
- アリススプリングス
- キャサリン
- ダーウィン：首府

### クイーンズランド州
- イプスウィッチ
- ウェイパ
- ウォリック
- エアリービーチ
- エロマンガ
- カブルチャー
- カラウンドラ
- グンディウィンディ
- ケアンズ
- タウンズビル
- トゥーンバ
- ナンボー
- ハービー・ベイ
- バンダバーグ
- ブリスベン：州都
- ブリブリ
- ポートダグラス
- マウント・アイザ
- マッカイ
- マルーチー
- ユーマンディ
- ライカート
- ロックハンプトン
- ロングリーチ

### 南オーストラリア州
- アデレード：州都
- ウーメラ
- ヴィクターハーバー
- キングストン・SE
- クーバーペディ
- コフィン・ベイ
- ソルズベリー
- ティーツリーガリー
- ビーチポート
- プライス
- ポートリンカーン
- ポートオーガスタ
- ポートピリー
- ボーダータウン
- マウントガンビア
- マリー
- マレーブリッジ
- ミニンギー
- ミリセント
- ワイアラ

### タスマニア州
- コールズベイ
- スコッツデール
- ストラーン
- ゾレル
- デボンポート
- ブラックマンズ・ベイ
- ポート・アーサー
- ホバート：州都
- ラトローブ
- ローンセストン

### ビクトリア州
- ウォーナンブール
- コーラック
- ジーロング
- シェパートン
- シーモア
- ダートマス
- トラルゴン
- バララット
- フランクストン
- ベンディゴ
- ポート・キャンベル
- ホールズギャップ
- ミルデューラ
- メルボルン：州都
- ワンガラタ

### 西オーストラリア州
- エスペランス
- オールバニ
- カナナラ
- カルグーリー
- ジェラルトン
- パース：州都
- バンバリー
- フリーマントル
- ブルーム
- ポートヘッドランド
- マンジュラ